# Tamayu (Shimane)
Tamayu (玉湯町 Tamayu-chō?) era un pueblo localizado en el distrito de Yatsuka, en la prefectura de Shimane, Japón.

A partir del 2003, el pueblo tuvo una población estimada de 6063 habitantes y una densidad de 164.58 personas por km². El área total fue de 36.84 km².
El 31 de marzo de 2005 Tamayu, junto con los pueblos de Kashima, Mihonoseki, Shimane, Shinji, Yatsuka, y la villa de Yakumo del distrito de Yatsuka se fusionaron con la ciudad de Matsue.
- Datos: Q3514716